# معاذة العدوية
مُعَاذَةُ بِنْتُ عَبْدِ اللهِ، أُمُّ الصَّهْبَاءِ العَدَوِيَّةُ هي عَالِمَة وعابدة وزاهدة بَصْرِيَّةُ، زَوْجَةُ التابعي صلة بن أشيم.

## نشأتها و روايتها للحديث
نشأت قريبة من الصحابة الكرام تنهل من معين علمهم الذي أخذوه عن رسول الله صلى الله عليه وسلم كانت رحمها الله تلميذة لعائشة رضي الله عنها فبوركت بصحبتها لأُم المؤمنين.
حديثها محتجٌّ به في الصحاح، وثقها يحيى بن معين.
رَوَتْ عن علي بن أبي طالب، وعائشة، وهشام بن عامر.
حدث عنها أبو قلابة الجرمي، ويزيد الرشك وعاصم الأحول، وعمر بن ذر، وإسحاق بن سويد، وأيوب السختياني وآخرون.

## عبادتها وزهدها
كانت معاذة العدوية إذا جاء النهار قالت: هذا يومي الذي أموت فيه، فما تنام حتى تمسي وإذا جاء الليل قالت: هذه ليلتي التي أموت فيها فلا تنام حتى تصبح وإذا جاء البرد لبست الثياب الرقاق حتى يمنعها البرد من النوم.
قالت امرأة كانت تخدم معاذة قالت: كانت تحيي الليل صلاة فإذا غلبها النوم قامت فجالت في الدار وهي تقول: يا نفس، النوم أمامك لو قدمت لطالت رقدتك في القبر على حسرة أو سرور. قالت: فهي كذلك حتى تصبح.
كانت معاذة العدوية تصلي في كل يوم وليلة ستمائة ركعة وتقرأ جزءها من الليل تقوم به. وكانت تقول عَجِبْتُ لِعَيْنٍ تَنَامُ، وَقَدْ عَلِمَتْ طُوْلَ الرُّقَادِ فِي ظُلَمِ القُبُوْرِ.
وفي سنة 62 للهجرة اسْتُشْهِدَ زَوْجُهَا صِلَةُ وَابْنُهَا فِي بَعْضِ الحُرُوْبِ، ولما وصلها الخبر صبرت واسترجعت واجْتَمَعَ النِّسَاءُ عِنْدَهَا، فَقَالَتْ:
مَرْحَباً بِكُنَّ إِنْ كُنْتُنَّ جِئْتُنَّ لِلْهَنَاءِ، وَإِنْ كُنْتُنَّ جِئْتُنَّ لِغَيْرِ ذَلِكَ، فَارْجِعْنَ.
وَكَانَتْ تَقُوْلُ: وَاللهِ مَا أُحِبُّ البَقَاءَ إِلاَّ لأَتَقَرَّبَ إِلَى رَبِّي بِالوَسَائِلِ، لَعَلَّهُ يَجْمَعُ بَيْنِي وَبَيْنَ أَبِي الصهباء وَابْنِهِ فِي الجَنَّةِ.
قالت: صحبت الدنيا سبعين سنة..ما رأيت فيها قرة عين قط
بلغنا أنها كانت تُحيي الليل عبادة، وتقول: عجبت لعين تنام، وقد علمتْ طول الرقاد في ظُلمِ القبور.
يوم استشهاد زوجها  ولما استُشْهد زوجها صلة وابنها في بعض الحروب، اجتمع النساء عندها، فقالت: مرحبا بكُنّ، إن كنتن جئْتُنّ للهناء، وإن كنتن جئتن لغير ذلك فارجعْنَ.
وكانت تقول: والله ما أحب البقاء إلا لأتقرب إلى ربي بالوسائل ؛ لعله يجمح بيني وبين أبي الشعثاء وابنه في الجنة.

## وفاتها
مر عشرون عاماً على وفاة زوجها وفي كل يوم يمر كانت معاذة تستعد للموت وتأمل أن يجمعها الله بزوجها وابنها في مستقر رحمته وقد روي أنه لما احتضرت معاذة العدوية بكت ثم ضحكت. فقيل لها: مم بكيت ثم ضحكت فمم البكاء ومم الضحك؟ قالت: أما البكاء الذي رأيتم فإني ذكرت مفارقة الصيام والصلاة والذكر فكان البكاء لذلك، وأما الذي رأيتم من تبسمي وضحكي فإني نظرت إلى أبي الصهباء قد أقبل في صحن الدار، وعليه حلتان خضراوان وهو في نفر، والله ما رأيت لهم في الدنيا شبها فضحكت إليه ولا أراني أدرك بعد ذلك فرضا.
فماتت قبل أن يدخل وقت الصلاة.
أَرَخَّ أَبُو الفَرَجِ ابْنُ الجَوْزِيِّ وَفَاتَهَا: فِي سَنَةِ ثَلاَثٍ وَثَمَانِيْنَ.